# Koninginnensoep
Koninginnensoep is een soep die oorspronkelijk in de zeventiende eeuw in Frankrijk werd gemaakt. De soep bestaat meestal uit kippenbouillon met een roux.

## Geschiedenis
In het oorspronkelijke recept werd koninginnensoep gemaakt van paddenstoelenbouillon en gevogeltebouillon, die werd gemengd met amandelbouillon. Door deze amandelbouillon krijgt de soep haar roomwitte kleur. Deze soep had als naam potage à la reine, wat vertaald kan worden als Soep a la Koningin. Opvallend was het gebruik van hanekam als ingrediënt.